# Жіноча збірна Нідерландів з хокею із шайбою
Жіноча збірна Нідерландів з хокею із шайбою  — національна жіноча команда Нідерландів з хокею із шайбою, що представляє країну на міжнародних змаганнях. Управління збірною здійснюється Нідерландським хокейним союзом.

### Виступи на чемпіонатах Європи
- 1989 – 8 місце
- 1991 – 10 місце
- 1995 – 12 місце
- 1996 – 12 місце

### Виступи на чемпіонатах світу
- 1999 – 8 місце (Група В)
- 2000 – 21 місце
- 2001 – 18 місце
- 2003 – 5 місце (Дивізіон ІІ)
- 2004 – 4 місце (Дивізіон ІІ)
- 2005 – 6 місце (Дивізіон ІІ)
- 2007 – 5 місце (Дивізіон ІІ)
- 2008 – 5 місце (Дивізіон ІІ)
- 2009 – 6 місце (Дивізіон ІІ)
- 2011 – 1 місце (Дивізіон ІІІ)
- 2012 – 5 місце (Дивізіон І, Група В)
- 2013 – 2 місце (Дивізіон І, Група В)
- 2014 – 4 місце (Дивізіон І, Група В)
- 2015 – 2 місце (Дивізіон І, Група В)
- 2016 – 6 місце (Дивізіон І, Група В)
- 2017 – 2 місце (Дивізіон ІІА)
- 2018 – 1 місце (Дивізіон ІІА)
- 2019 – 1 місце (Дивізіон ІВ)
- 2022 – 5 місце (Дивізіон ІА)
- 2023 – 4 місце (Дивізіон ІА)
- 2024 – 5 місце (Дивізіон ІА)
- 2025 – 6 місце (Дивізіон ІА)

### Виступи на Олімпійських іграх
Жіноча збірна Нідерландів жодного разу не кваліфікувалась на Олімпійський хокейний турнір.